# Almacén General de Depósito
Un almacén general de depósito es una institución mexicana basada en el artículo 11 de la Ley General de Organizaciones y Actividades Auxiliares del Crédito y que tiene como función principal mantener la custodia de bienes, asegurando su correcta conservación, distribución o comercialización, amparados por un certificado de depósito y un bono de prenda.
Para que un almacén sea facultado como almacén general de depósito, deberá ser registrado y auditado por la Comisión Nacional Bancaria y de Valores.